# Équipe d'Algérie masculine de handball au Championnat d'Afrique 1992
Cet article relate le parcours de l'Équipe d'Algérie de handball masculin lors du Championnat d'Afrique du 13 au 22 novembre 1992.

## Effectif
- Karim El-Maouhab
- Achour Hasni
- Brahim Boudrali
- Salim Abes
- Redouane Aouachria

## Résultats

### Phase de groupe
Lors du premier tour, l'Algérie évolue dans la Poule B :
- samedi 14 novembre 1992 à 16h20 :  Algérie bat  Maroc 22-16 (11-07)
- lundi 16 novembre 1992 :  Algérie bat  Zaïre 21-05 (12-01)
- Classement final :
  1.  Algérie 6 pts
  2.  Zaïre 4 pts
  3.  Maroc 2 pts.

### Tour principal
Lors du tour principal, l'Algérie évolue dans la poule 2 :
- mercredi 18 novembre 1992  Algérie bat  Sénégal 17 - 11
- vendredi 20 novembre 1992 à 15h 45 :  Tunisie bat  Algérie 21-19 (10-09)
- Classement final :
  1.  Tunisie 6 pts
  2.  Algérie 4 pts
  3.  Sénégal 2 pts.

### Phase finale
Il n'y a pas de demi-finale, l'Algérie joue le match pour la 3e place :
| 22 novembre 1992 14h30 UTC+0 | Algérie | 28-16 | Zaïre | salle INSET, Yamoussoukro |
| 22 novembre 1992 14h30 UTC+0 | (16-10) |       |       | salle INSET, Yamoussoukro |